# Farmakofor
Farmakofor je v farmakologiji zbirka steričnih in elektronskih lastnosti dela molekule, ki so potrebne za zagotovitev optimalnih molekularnih interakcij s specifično biološko tarčo, kar vodi do biološkega odziva. Ne gre za skupek konkretnih funkcionalnih skupin, temveč za točke v prostoru, obdane z določenim tolerančnim radijem (npr. ionski center, hidrofobna interakcija, sterična omejitev, aromatski obroč itd.).

## Zgodovina
Izraz je leta 1909 prvi vpeljal in opredelil Paul Ehrlich kot molekulsko strukturo, ki vsebuje bistvene enote, ki so potrebne za biološko aktivnost učinkovine. Leta 1977 je Peter Gund definicijo nadgradil in opredelil farmakofor kot skupek strukturnih prvin molekule, ki jo prepozna receptor in ki je odgovoren za to, da molekula izkazuje biološko aktivnost.

## Uporaba
V sodobni računalniški kemiji se koncept farmakoforov uporablja pri opredeljevanju ključnih sestavnih delov molekul, ki so odgovorne za to, da različne učinkovine sprožijo isti biološki odziv. S pomočjo podatkovnih zbirk s poznanimi farmakofori se lahko predvideva tudi potencialni učinek novih molekul.